# Anthaxia gedrosiana
Anthaxia gedrosiana es una especie de escarabajo del género Anthaxia, familia Buprestidae. Fue descrita científicamente por Bílý en 1983.